# Викариатство
Викариа́тство (в некоторых случаях также вика́рная епа́рхия) в православных церквях — церковно-административная территориальная единица, входящая в состав епархии, во главе с викарием — епископом, не являющимся правящим архиереем (иерархом), но находящимся в юрисдикции такового. По своему каноническому статусу викарии близки к хорепископам.
В современной практике имеются разные виды викариатств, в зависимости от местных традиций. Среди возможных вариантов:
- полу-самостоятельная поместная епархия с определёнными границами в пределах бо́льшей епархии; Действовало в Русской православной церкви в 1920—1930-е годы согласно определению поместного собора от 2 (15) апреля 1918 года.
- условная единица, где викарий носит титул по городу, находящемуся в пределах местной епархии; иногда имеет местопребывание в этом городе, но на деле является помощником епархиального архиерея по тем или иным епархиальным вопросам. Получило распространение в синодальный период. Распространёно и в современной Русской православной церкви.
- условная единица, где викарий носит титул, как правило, по имени древней упразднённой кафедры, но безотносительно к епархии или местности, где он в действительности служит. Распространёно в церквах греческой традиции

## В церквах греческой традиции
В православных церквах греческой традиции (Константинопольской, Александрийской, Антиохийской, Кипрской, Элладской, Албанской) викарию дают титул по какому-либо древнему городу, который как правило уже много веков не существует. Причём при переводе этого викария в ведение другого правящего архиерея той же поместной церкви его титул не меняется. Если титулярный епископ увольняется на покой, то титулярная кафедра за ним всё равно сохраняется. Также существует практика назначения на древние титулярные кафедры правящих архиереев, почисленных на покой. Так как в древней церкви в Средиземноморье соблюдался принцип один город — один епископ, таких бывших городов в Средиземноморском регионе, в которых некогда была кафедра православного епископа, хватает на всех.
В Кипрской православной церкви викарные епископы официально именуются хорепископами.
Подобная практика существует и в Болгарской православной церкви. Однако там создавались титулярные кафедры с названиями, например Знепольская, которых исторически не существовало.
Иерусалимская православная церковь здесь стоит несколько в стороне, так как тамошние епархии столь малы по количеству храмов и клириков, что в викариях нет смысла, а все епископы считаются правящими.

## В Русской православной церкви
Митрополиты Московские и всея Руси имели своими помощниками в деле управления Московской епархией епископов Сарских и Подонских, резиденция которых с 1454 года располагалась на Крутицком подворье, из-за чего они также именовались Крутицкими. С 1589 года, когда в России было учреждено Патриаршество, они носили сан митрополитов. Являясь ближайшими помощниками Патриархов, митрополиты Крутицкие не были викариями в современном понимании, так как за ними сохранялась весьма обширная Сарская и Подонская епархия.
Первая же собственно викарная кафедра появилась в Русской церкви в конце XVI века, когда прибывший на Русь Арсений Элассонский получил титул Архангельский по названию Архангельского собора Московского кремля.
18 января 1685 года была учреждено Корельское викариатство Новгородской епархии, причём Корела к тому времени уже не одно десятилетие находилась под властью шведов.
В конце семнадцатого столетия к Петру I и Патриарху Адриану (1690—1700) обратился митрополит Киевский Варлаам (Ясинский), который просил у них дозволения иметь при себе помощника в епископском сане в связи с преклонным возрастом. Получив разрешение, 1 октября 1700 года он посвятил в сан епископа Переяславльского Захарию (Корниловича), который стал именоваться «коадъютором». Но этот термин не прижился в церковной жизни, помощников правящих епископов в архиерейском сане стали именовать викариями.
Практика назначения помощника в сане епископа стала распространяться и на другие епархии. На протяжении всего Синодального периода число викариатств возрастало. Среди причин этого были огромные размеры епархий и растущее число приходов, а также трудности передвижения по территории епархии. В силу этих причин епархиальный архиерей уже тогда фактически не имел возможности осуществлять полноценный контроль над епархиальной жизнью.
2 (15) апреля 1918 года Поместный Собор вынес «Определение о викарных епископах». Его принципиальная новизна заключалась в том, что в ведение викарных епископов предполагалось выделить части епархии и установить для них местопребывание в городах, по которым они титуловались.
В Русской православной церкви статус викариатств регулируется Положением о епархиальных викариатствах Русской православной церкви, утверждённым 27 декабря 2011 года определением Священного синода. В соответствии с Положением викариатство является каноническим подразделением епархии, объединяющим одно либо несколько благочиний епархии. Викариатство не регистрируется в качестве юридического лица.
Викариатством по делегированию полномочий от епархиального (правящего) архиерея управляет викарный архиерей (викарный епископ, викарий), назначаемый на должность и освобождаемый от должности определением Священного синода по представлению епархиального архиерея. Высшая власть по управлению викариатством принадлежит епархиальному архиерею. Полномочия викарного архиерея по управлению викариатством определяются вышеуказанным Положением, а также письменными или устными указаниями епархиального архиерея.
Не все викарные архиереи управляют викариатствами. В помощь епархиальному архиерею могут назначаться викарные архиереи без передачи им в управление викариатств. Полномочия таких викариев определяются письменными и устными указаниями епархиального архиерея.
Для осуществления деятельности по управлению викариатством викариальным архиереем созывается собрание священнослужителей викариатства, создаются совет викариатства и секретариат (служба делопроизводства) викариатства. Собрание священнослужителей викариатства состоит из священнослужителей всех канонических подразделений викариатства, не запрещённых в священнослужении и не привлечённых к ответственности церковным судом. Заседания собрания проводятся не реже одного раза в год для решения наиболее важных вопросов.
В совет викариатства входят викарный архиерей, избранный собранием священнослужителей духовник викариатства, благочинные благочиний, входящих в состав викариатства, по одному священнослужителю от каждого благочиния по избранию собрания священнослужителей, а также, по усмотрению викарного архиерея, до трёх клириков, компетенция которых делает необходимым их участие в совете. Совет рассматривает текущие вопросы и собирается на заседания не реже четырёх раз в год.